# Миленинский сельсовет
Миле́нинский сельсовет — муниципальное образование (сельское поселение) в Фатежском районе Курской области. 
Административный центр — село Миленино.

## История
Образован в первые годы советской власти в составе Миленинской волости Фатежского уезда. В 1924—1928 годах в составе Фатежской волости Курского уезда. С 1928 года в составе Фатежского района.
14 июня 1954 года к Миленинскому сельсовету был присоединён Банинский сельсовет.
Статус и границы сельсовета установлены Законом Курской области от 21 октября 2004 года № 48-ЗКО «О муниципальных образованиях Курской области».

## Население
| 2002 | 2010 | 2012 | 2013 | 2014 | 2015 | 2016 |
| ---- | ---- | ---- | ---- | ---- | ---- | ---- |
| 929  | ↘893 | ↗903 | ↘879 | ↘852 | ↘838 | ↘813 |
| 2017 | 2018 | 2019 | 2020 | 2021 |      |      |
| ↘797 | ↘782 | ↘755 | ↘724 | ↗867 |      |      |

## Состав сельского поселения
| № | Населённый пункт | Тип населённого пункта       | Население |
| - | ---------------- | ---------------------------- | --------- |
| 1 | Аторинка         | деревня                      | ↗81       |
| 2 | Бугры            | деревня                      | ↗173      |
| 3 | Копаневка        | деревня                      | ↗136      |
| 4 | Миленино         | село, административный центр | ↘295      |
| 5 | Миновка          | деревня                      | ↘40       |
| 6 | Прошиваловка     | деревня                      | ↗153      |
| 7 | Шмарное          | деревня                      | ↘15       |